# Iglesia de San Giovanni Domnarum
La iglesia de San Giovanni Domnarum es una de las más antiguas de Pavía. En la cripta, que fue redescubierta después de siglos en 1914, son visibles restos de frescos.

## Historia
La iglesia fue fundada alrededor del año 654 sobre los restos de un edificio de baños romanos a instancias de Gundeperga, esposa de Rotario y Arioaldo e hija de la reina Teodolinda y Agilulfo para albergar su tumba y ser la sede del manantial bautismal de mujeres, de ahí el título de San Juan Bautista y la especificación domnarum, es decir, «de mujeres»; quizás el rey Rotario fue enterrado en la iglesia.Probablemente, sea la primera iglesia católica erigida por los reyes lombardos en la ciudad de Pavía.La iglesia tuvo un papel destacado en el panorama de la ciudad hasta aproximadamente el año 1000, también gracias a la dotación patrimonial que le había sido asignada por el fundador.
Entre los siglos IX y X se expidieron para la iglesia una copiosa serie de diplomas imperiales, en los que se menciona la fundación de Gundeperga, mientras que en un acta del obispo de Pavía Bernardo I de 1129 se consignan las misas «pro anima» de la reina Gundeperga, atestiguado todavía se celebraban en la iglesia. En 1611 el preboste Torriani, queriendo adaptar el edificio románico a las necesidades litúrgicas surgidas del Concilio de Trento, acometió intervenciones edificatorias que influyeron mucho en el aspecto del edificio: las tres naves fueron demolidas parcialmente y la iglesia pasó a ser una sola sala, con capillas laterales. En cambio, la cripta y el campanario permanecieron intactos.

## Arquitectura
El edificio actual data del siglo XVII y consta de una única sala, con capillas laterales y coro cuadrado. La fachada, por su parte, data del siglo XV y en la banda central tiene un rosetón de terracota colocado entre dos rosetones más pequeños.

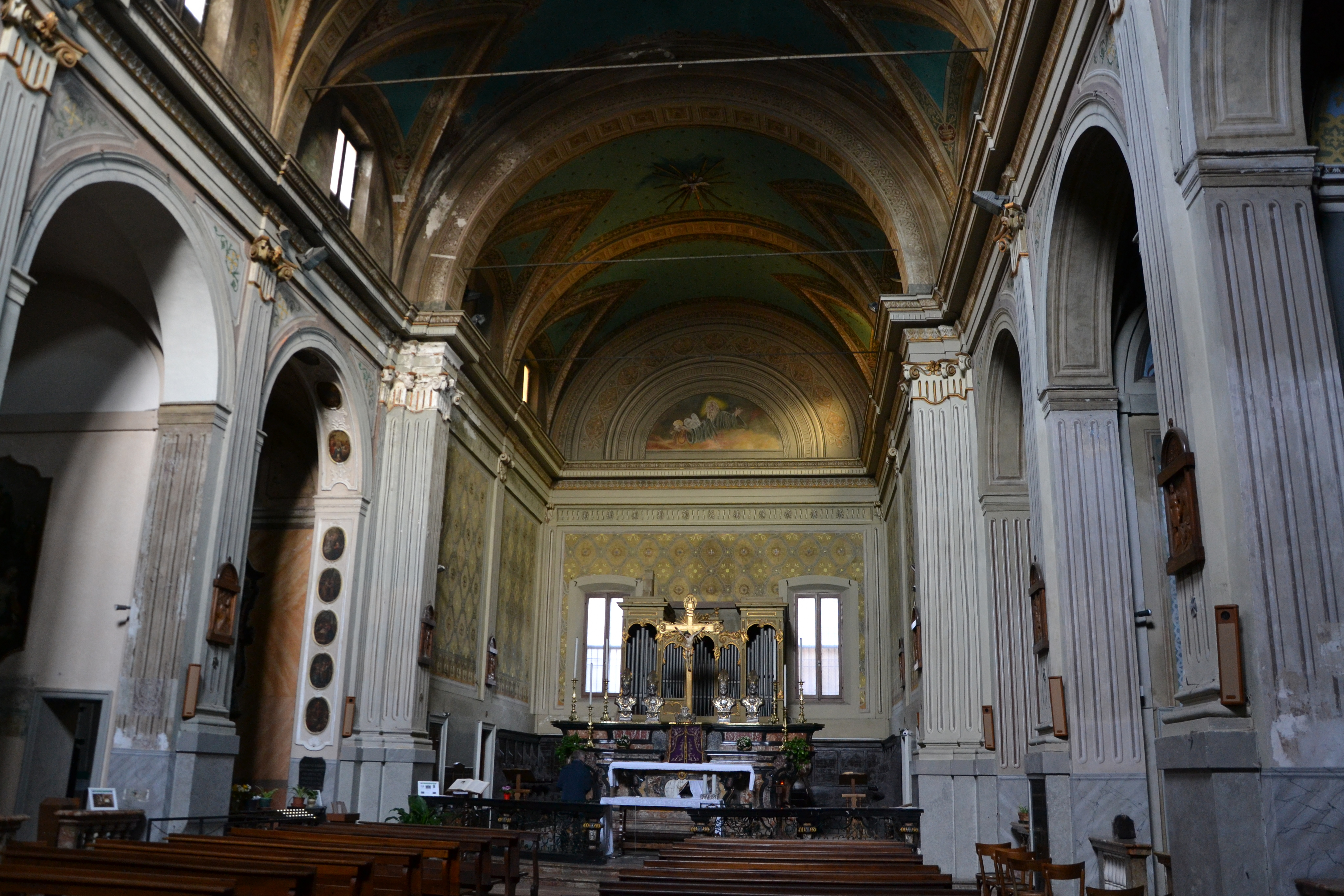
Interior de la iglesia
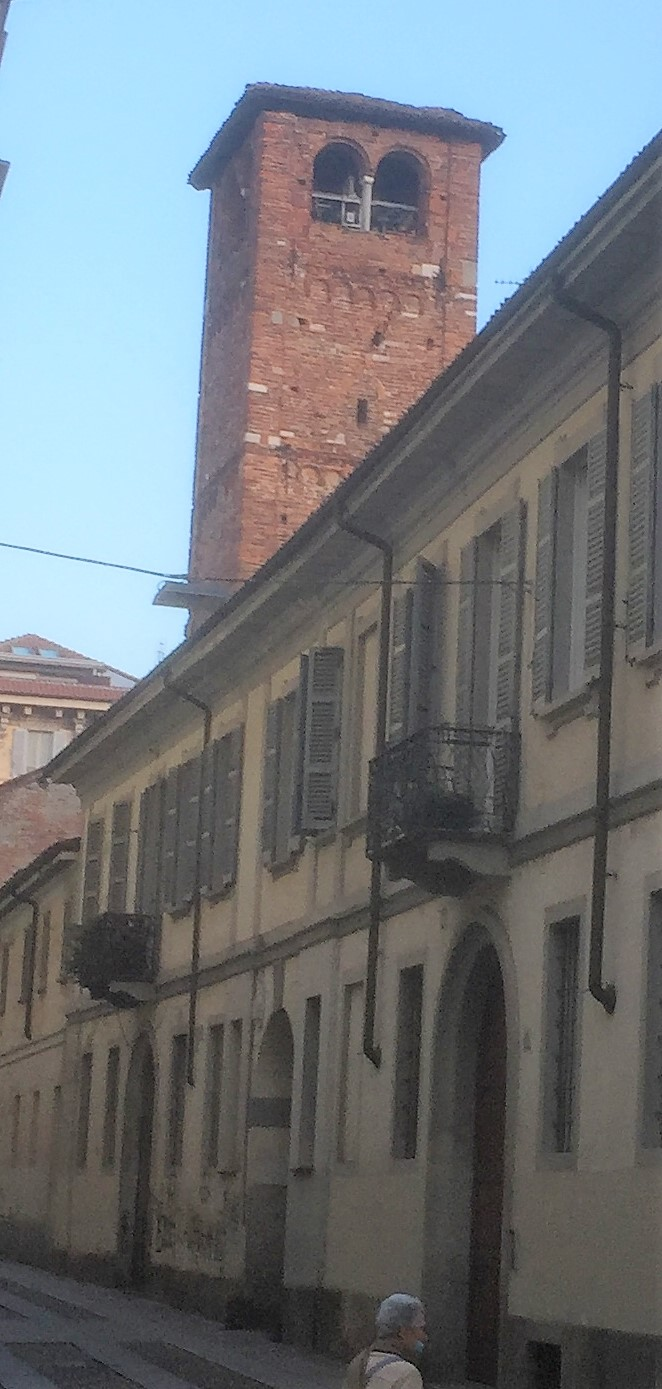
El campanario, siglo XI
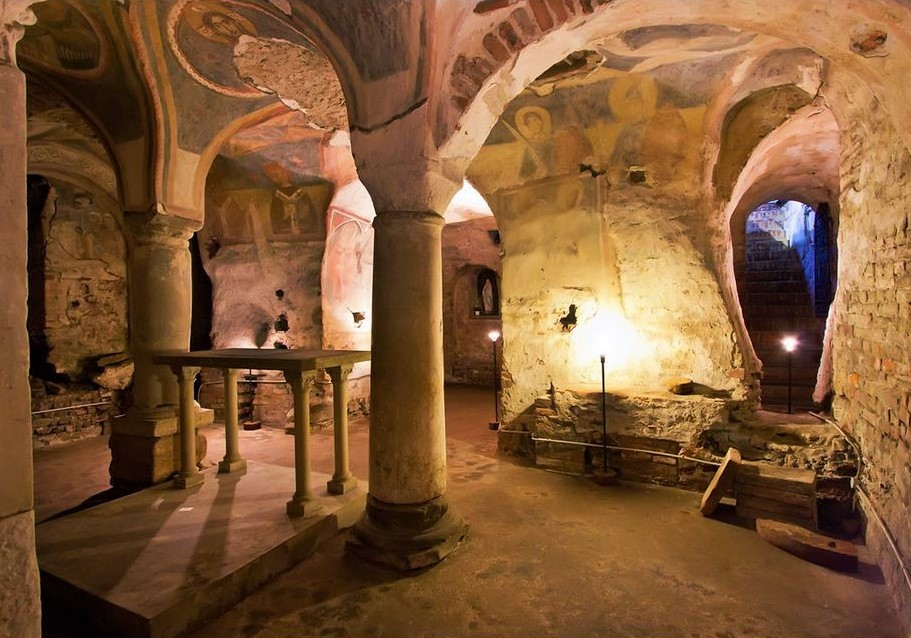
Cripta
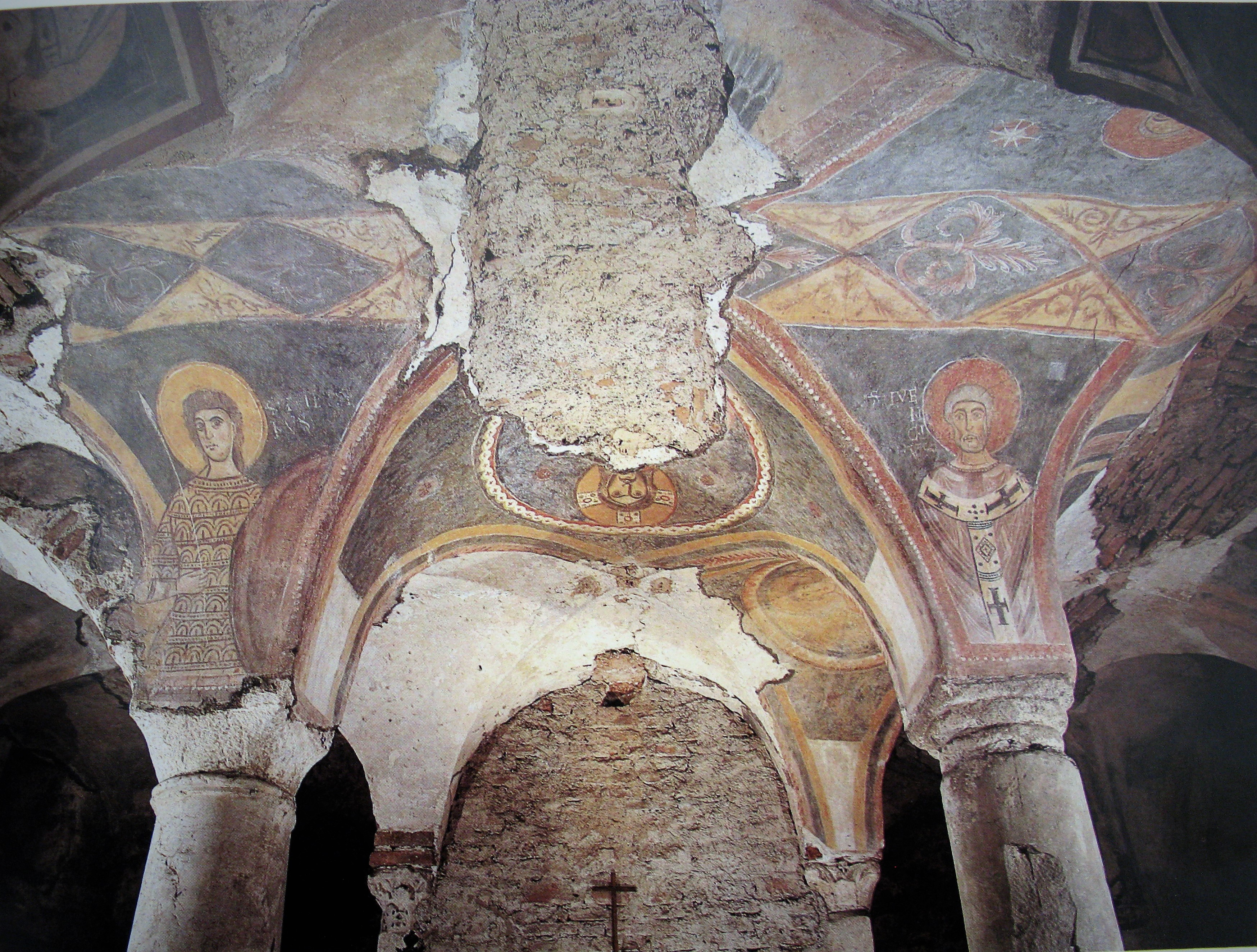
Frescos en la cripta (siglo XII)

El imponente campanario data de mediados del siglo XI. La construcción utiliza diversos materiales de origen romano con intención decorativa, especialmente en la parte próxima a la espadaña. Inmediatamente a la derecha, hay una parte del antiguo baptisterio anexo a la iglesia, y en la primera capilla, también a la derecha, hay un retablo, pintado por el milanés Giovan Battista Sassi, que representa a San Andrés Avellino muriendo frente al altar. En el luneto del presbiterio hay un fresco con el Padre Eterno de Federico Faruffini. La construcción de la cripta data probablemente de mediados del siglo X a principios del siglo siguiente. Se desarrolla íntegramente bajo la planta actual de la iglesia y se accede por una escalera por la que se baja, por el lado norte de la nave de la iglesia. Debido a las intervenciones promovidas en 1611, la cripta se cerró y se utilizó únicamente como osario.
La mayoría de los soportes son de forma trapezoidal, sin capiteles ni repisas. Por otra parte, las dos columnas que enmarcan el altar llevan capiteles desnudos, unos de época romana, otros lombardos. Los frescos, que datan del siglo XII, representan en su mayoría santos locales; hay una escena de la vida de Juan Bautista, muy comprometida. En el pilar derecho están representados San Siro y el Papa Gregorio I, sosteniendo un volumen en la mano. En el pilar pequeño, frente a San Siro, se encuentra la figura de San Juvencio de Pavía, segundo obispo de la ciudad.
El descubrimiento de la cripta, enterrada durante siglos y reducida a cementerio, se produjo el 18 de abril de 1914 gracias a la iniciativa de monseñor Faustino Gianani quien, siguiendo las indicaciones de numerosas fuentes históricas, mandó excavar un túnel en el patio de atrás.
Durante los trabajos posteriores al hallazgo, el nivel del pavimento original no fue reconocido entre los escombros y fue removido. Por tanto, el nivel actual es inferior al original y corresponde al del ambiente termal romano, donde se ubicaba el hipocausto del calidarium romano, utilizado en la Edad Media como cantera de ladrillos y materiales de construcción.